# エア・リキード
エア・リキード（仏: Air Liquide S.A.）は、フランス・パリ7区オルセー河岸通り (quai d'Orsay) 75番地に本社を置く産業ガスメーカー。

## 概要
リンデと共に、同分野の世界大手となっている。ユーロネクスト・パリ上場企業（Euronext: AI ）。日本法人は日本エア・リキード合同会社。
1902年、フランスの化学者であるジョルジュ・クロードが空気を液化して成分を分離する工程を開発し、これを実業家のポール・デローメが事業化を目的として設立。設立4年後の1906年に海外展開を開始、日本には翌年進出した。1913年にパリ証券取引所に上場、第二次世界大戦中の1943年からスクーバダイビング用の器材の事業化を開始し、この分野においても先駆的企業となったが、同事業は1946年にアクアラングとして分離している。
2003年にイギリスのBOCグループとのジョイント事業として日本にジャパン・エア・ガシズを設立するが、2007年にBOCグループがドイツの同業リンデに買収されたのに伴い、同社を日本エア・リキードに吸収合併した。2015年にアメリカ合衆国・ペンシルバニア州の同業大手エアガスを買収、アメリカの東・中西部で高いシェアを獲得している。
燃料電池自動車の普及を見込んで、世界で100ヵ所を越える水素ステーションを展開している。日本では、日本エア・リキードが事業を展開しているほか、2019年3月28日に研究開発拠点「東京イノベーションキャンパス」を横須賀リサーチパーク（YRP、神奈川県横須賀市）に開設した。